# JSM Challenger of Champaign-Urbana 2021
Il JSM Challenger of Champaign-Urbana 2021 è stato un torneo maschile di tennis giocato sul cemento indoor. Era la 25ª edizione del torneo, facente parte della categoria Challenger 80 nell'ambito dell'ATP Challenger Tour 2021. Si è giocato all'Atkins Tennis Center di Urbana dal 15 al 21 novembre 2021.

## Partecipanti

### Teste di serie
| Nazionalità   | Giocatore            | Ranking* | Testa di serie |
| ------------- | -------------------- | -------- | -------------- |
| Germania      | Daniel Altmaier      | 105      | 1              |
| Stati Uniti   | Mitchell Krueger     | 147      | 2              |
| Stati Uniti   | Jeffrey John Wolf    | 152      | 3              |
| Australia     | Aleksandar Vukic     | 172      | 4              |
| Taipei cinese | Jason Jung           | 173      | 5              |
| India         | Prajnesh Gunneswaran | 180      | 6              |
| Slovenia      | Blaž Rola            | 185      | 7              |
| Stati Uniti   | Stefan Kozlov        | 188      | 8              |

* Ranking all'8 novembre 2021.

### Altri partecipanti
I seguenti giocatori hanno ricevuto una wild card per il tabellone principale:
- Ezekiel Clark
- Vasil Kirkov
- Aleksandar Kovacevic

I seguenti giocatori sono passati dalle qualificazioni:
- Gijs Brouwer
- Arjun Kadhe
- Ben Shelton
- Keegan Smith

## Punti e montepremi
| Torneo    | Torneo              | V     | F     | SF    | QF    | 2T  | 1T  | Q | Q2  | Q1  |
| Singolare | Punti               | 80    | 48    | 29    | 15    | 7   | 0   | 4 | 2   | 0   |
| Singolare | Premi in denaro ($) | 7 200 | 4 240 | 2 510 | 1 460 | 860 | 520 | – | 260 | 130 |
| Doppio    | Punti               | 80    | 48    | 29    | 15    | –   | 0   | – | –   | –   |
| Doppio    | Premi in denaro ($) | 3 100 | 1 800 | 1 080 | 640   | –   | 360 | – | –   | –   |

## Campioni

### Singolare
Stefan Kozlov ha sconfitto in finale  Aleksandar Vukic con il punteggio di 5–7, 6–3, 6–4.

### Doppio
Nathaniel Lammons /  Jackson Withrow hanno sconfitto in finale  Treat Conrad Huey /  Max Schnur con il punteggio di 6–4, 3–6, [10–6].